# Sara Forestierová
Sara Forestierová (* 4. října 1986, Kodaň) je francouzská filmová a divadelní herečka.

## Životopis
Narodila se v Kodani a od dětství žije v Paříži. Má dva bratry. Je vysoká 165 cm.
První roli dostala ve třinácti letech ve filmu Les Fantômes de Louba. V šestnácti letech odešla ze školy a stala se profesionální herečkou. Hlavní ženskou roli hrála ve filmu Abdellatifa Kechiche Únik a získala za ni v roce 2005 cenu César pro nejslibnější herečku. Hrála Jeanne v koprodukčním filmu Parfém: Příběh vraha. Namluvila hlavní roli ve videohře Alice in Wonderland. Hrála v pařížských divadlech Théâtre des Champs-Élysées a Théâtre de la Ville. Na Berlinale v roce 2005 byla oceněna Shooting Stars Award.
Za roli v politické komedii Michela Leclerca Jména lidí jí byl v roce 2011 udělen César pro nejlepší herečku. V životopisném filmu Serge Gainsbourg: Heroický život hrála France Gallovou. Na Césara pro nejlepší herečku byla nominována v roce 2013 za film Suzanne. Na Césara za vedlejší roli byla nominována v roce 2016 za film Hlavu vzhůru a v roce 2020 za film Slitování.
V roce 2016 získala Řád umění a literatury. V roce 2017 režírovala film M, k němuž sama napsala scénář a hrála v něm hlavní roli. Byla porotkyní Festivalu amerického filmu v Deauville.